# Xerocomus ferrugineus
Xerocomus ferrugineus (Schaeff.) Alessio, 1985 è un fungo basidiomicete della famiglia Boletaceae.

## Descrizione della specie

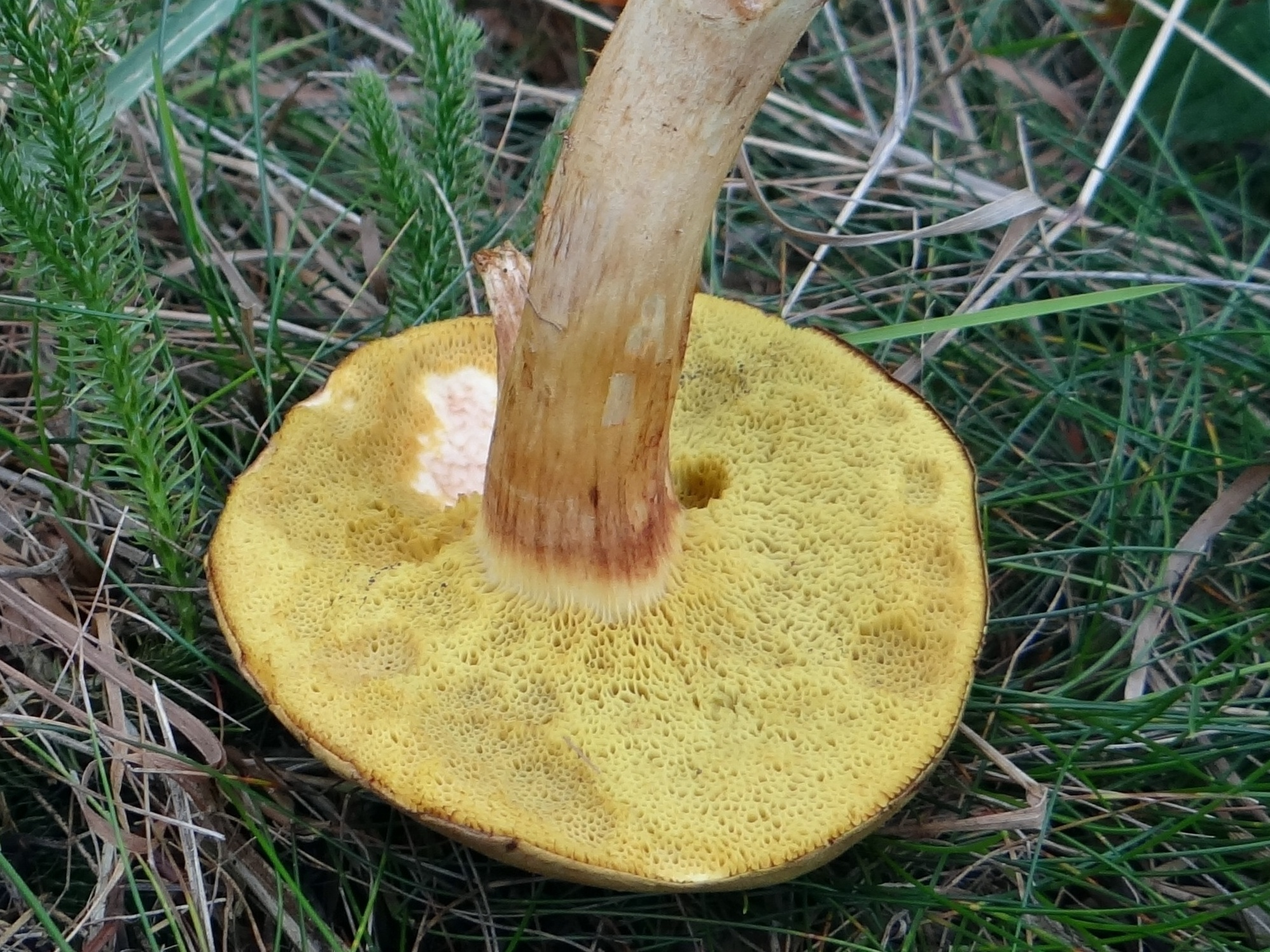
X. ferrugineus - imenio

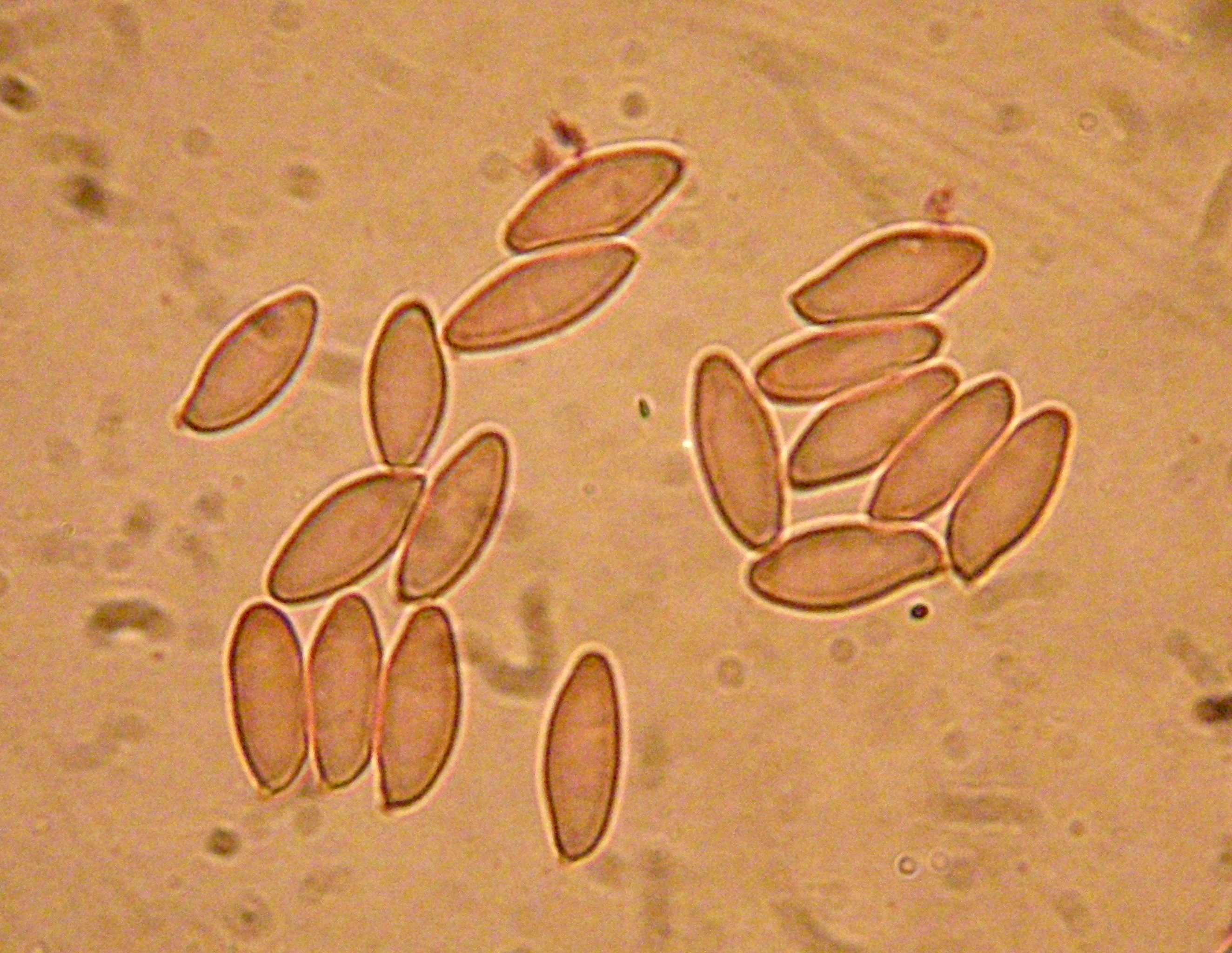
X. ferrugineus - spore

### Cappello
6–25 cm di diametro, convesso poi aperto
cuticolada bruno-rosso a bruno-scuro, screpolata con tempo secco, tomentosa, opaca

### Gambo
6-8 x 1–2 cm, cilindrico, color giallo ocra con reticolo color rosso, più evidente in alto, molto allungato, che conferisce alle volte al gambo un aspetto quasi rugoloso sulla lunghezza.

### Tubuli
Leggermente adnati, color giallo vivo, poi più scuri, virano al blu al tocco.

### Pori
Angolosi, gialli tendenti all'arancio, spesso con macchie di ruggine.

### Carne
Colore biancastro, tende al giallo ocra nella parte inferiore del gambo, rossa sotto la cuticola; più o meno immutabile.

## Habitat
Fruttifica sotto le conifere in estate-autunno.

## Commestibilità
Buono commestibile. Si consiglia di consumare solo il cappello di esemplari giovani e sani in quanto il gambo ha consistenza coriacea e pertanto poco digeribile.

## Specie simili
- Xerocomus subtomentosus, che ha carne giallina con lievi sfumature rosa nella parte inferiore del gambo, che vira all'azzurro e pori giallo vivo che virano all'azzurro al tocco.

## Sinonimi e binomi obsoleti
- Boletus citrinovirens Watling, Notes R. bot. Gdn Edinb. 29(2): 266 (1969)
- Boletus ferrugineus Schaeff., Fung. bavar. palat. nasc. (Ratisbonae) 4: 85 (1774)
- Boletus ferrugineus f. citrinovirens (Watling) Watling
- Boletus spadiceus Schaeff., Fung. bavar. palat. nasc. (Ratisbonae) 2: tab. 126 (1763)
- Boletus spadiceus Krombh., Naturgetr. Abbild. Beschr. Schwämme (Prague): tab. 36, fig. 12-18 (1846)
- Boletus variicolor Berk. & Broome, Ann. Mag. nat. Hist., Ser. 3 15: 318 (1865)
- Suillus spadiceus (Schaeff. ex Quél.) Kuntze, Revis. gen. pl. (Leipzig) 3(2): 536 (1898)
- Suillus variicolor (Berk. & Broome) Kuntze, Revis. gen. pl. (Leipzig) 3(2): 536 (1898)
- Versipellis spadicea Schaeff. ex Quél., Enchir. fung. (Paris): 158 (1886)
- Xerocomus ferrugineus (Boud.) Bon, Boletus Dill. ex L. (Saronno): 282 (1985)
- Xerocomus subtomentosus var. ferrugineus (Schaeff.) Krieglst., Beitr. Kenntn. Pilze Mitteleur. 7: 77 (1991)
- Xerocomus spadiceus (Schaeff. ex Quél.) Quél., Fl. mycol. France (Paris): 417 (1888)